# Ursula Selle
Úrsula Selle (18 de junio de 1933) es una esgrimista venezolana. Compitió en la prueba individual de florete femenino en los Juegos Olímpicos de 1952.